# Albert Demtsjenko
Albert Michailovitsj Demtsjenko (Russisch: Альберт Михайлович Демченко) (Tsjoesovoj (Oblast Perm), 27 november 1971) is een Russisch rodelaar. Hij nam zevenmaal deel aan de Olympische Winterspelen en is hiermee recordhouder, samen met Noriaki Kasai.

## Carrière
Hij trad voor het eerst op het voorplan met een achtste plaats op de Olympische Winterspelen 1992 in de tweemansrodel. Op de Olympische Winterspelen 1994 deed hij voor het eerst mee in het individueel rodelnummer waarin hij een negende plaats behaalde. Bij de tweemansrodel eindigde hij in Lillehammer op de achtste plaats. Zowel in 1992 als in 1994 was zijn partner in de tweemansrodel zijn landgenoot Aleksej Zelenski.
4 jaar later, op de Olympische Winterspelen 1998,  in Nagano werd hij gediskwalificeerd in het individuele nummer na de derde van de vier runs doordat de temperatuur van de ijzers onder zijn slee boven de toegelaten waarde zat. Hij stond toen op de tiende plaats. Met zijn partner Semyon Kolobayev eindigde hij tiende in de tweemansrodel. 
Op de Olympische Winterspelen 2002 van Salt Lake City eindigde hij op de vijfde plaats. In december 2002 behaalde Demtsjenko zijn eerste overwinning in de wereldbeker, met winst in Oberhof.  Enkele jaren later won hij de Wereldbeker Rodelen 2004/2005 en de Challenge Cup.
Zijn beste resultaat op de Olympische Winterspelen behaalde hij in 2006 met een zilveren medaille op het individuele nummer. Dat jaar behaalde hij eveneens de titel bij de Europese Kampioenschappen in Winterberg, Duitsland. In 2010 nam Demstjenko een zesde keer deel aan de Winterspelen. Hij behaalde een vierde plaats.  
In 2012 behaalde hij de zilveren medaille op de WK 2012, zowel in het individuele nummer, als in de landenwedstrijd. Demtsjenko kwalificeerde zich in 2014 op 42-jarige leeftijd een zevende keer voor de Olympische Winterspelen. Ook nu behaalde Demtsjenko zilver in zowel het individuele nummer als de landenwedstrijd.

## Belangrijkste resultaten

### Wereldkampioenschappen
| Jaar | Plaats          | Resultaat                           |
| ---- | --------------- | ----------------------------------- |
| 1999 | Königssee       | 12e                                 |
| 2001 | Calgary         | 12e individueel 12e landenwedstrijd |
| 2003 | Sigulda         | 9e individueel 6e landenwedstrijd   |
| 2004 | Nagano          | 14e individueel 8e landenwedstrijd  |
| 2005 | Park City       | 37e individueel 5e landenwedstrijd  |
| 2007 | Igls            | 4e individueel 5e landenwedstrijd   |
| 2008 | Oberhof         | 7e individueel 4e landenwedstrijd   |
| 2009 | Lake Placid     | 4e individueel DSQ landenwedstrijd  |
| 2011 | Cesana Torinese | 32e individueel                     |
| 2012 | Altenberg       | individueel · landenwedstrijd       |
| 2013 | Canada          | 7e individueel 7e landenwedstrijd   |

### Olympische Winterspelen
| Jaar | Plaats         | Resultaat                  |
| ---- | -------------- | -------------------------- |
| 1992 | Frankrijk      | 8e Dubbel                  |
| 1994 | Lillehammer    | 9e Individueel 7e Dubbel   |
| 1998 | Nagano         | DSQ Individueel 10e Dubbel |
| 2002 | Salt Lake City | 5e Individueel             |
| 2006 | Turijn         | Individueel                |
| 2010 | Vancouver      | 4e Individueel             |
| 2014 | Sotsji         | individueel · estafette    |

### Wereldbeker

#### Eindstand wereldbeker
| Seizoen   | Plaats |
| --------- | ------ |
| 1998/1999 | 9e     |
| 2000/2001 | 9e     |
| 2002/2003 | 4e     |
| 2003/2004 | 9e     |
| 2004/2005 | Goud   |
| 2005/2006 | 4e     |
| 2006/2007 | 4e     |
| 2007/2008 | Brons  |
| 2008/2009 | 7e     |
| 2009/2010 | Zilver |
| 2010/2011 | Brons  |
| 2011/2012 | 8e     |
| 2012/2013 | 5e     |
| 2013/2014 | 14e    |

#### Individuele wereldbekeroverwinningen
| #   | Datum            | Plaats      |
| --- | ---------------- | ----------- |
| 1.  | december 2002    | Oberhof     |
| 2.  | november 2004    | Sigulda     |
| 3.  | december 2004    | Oberhof     |
| 4.  | januari 2005     | Königssee   |
| 5.  | januari 2005     | Winterberg  |
| 6.  | november 2005    | Sigulda     |
| 7.  | december 2005    | Calgary     |
| 8.  | januari 2007     | Königssee   |
| 9.  | januari 2008     | Königssee   |
| 10. | februari 2008    | Sigulda     |
| 11. | december 2008    | Sigulda     |
| 12. | december 2009    | Lillehammer |
| 13. | januari 2010     | Königssee   |
| 14. | 13 februari 2011 | Paramonovo  |
| 15. | 15 december 2012 | Sigulda     |